# Вильманстрандская крепость
Вильманстрандская крепость (Villmanstrand) или (после 1917) крепость Лаппеэнранты (фин. Lappeenrannan linnoitus) — система бастионных укреплений вокруг старого города Лаппеэнранты (Финляндия). Административно — район города Лаппеэнранта. Заложена шведами в 1720-х годах на существовавшей тогда российско-шведской границе, в 1790-х годах перестроена русскими инженерными войсками под руководством Александра Васильевича Суворова в качестве одного из оборонительных рубежей в системе укреплений, позднее названных Суворовской оборонительной линией.

## История

### Предыстория
До конца XIII века территория города входила в состав владений Господина Великого Новгорода, затем была завоевана шведами. Изначально место, где позже была построена крепость, использовалась для проведения ярмарок, на которых торговали не только местные жители, но и, например, купцы из Выборга. Ярмарочный торг был известен под названием Lapvesi, и со временем вокруг этого места возникло поселение. В 1649 году, в период шведского владычества, графом Пером Браге здесь был основан город Вильманстранд, позднее названный Лаппеэнранта. Тогда в городе было всего несколько сотен жителей, и дома были сосредоточены вокруг ярмарочной площади.

### Строительство крепости
В результате Северной войны и подписания Ништадтского мирного договора в 1721 году Выборг отошёл Российской империи, и Вильманстранд становится для Швеции важным пограничным городом. В город были направлены войска для формирования гарнизона и обеспечения безопасности границы, в самом городе начались работы по планированию и строительству оборонительных сооружений. Крепость была возведена на высоком мысе у озера Сайма, восточную сторону которого пересекла система бастионных укреплений. Крепость была окружена рвом, над которым был перекинут мост.
Крепость Лаппеэнранты становится частью оборонительной системы восточной границы Шведского королевства. В оборонительную систему, спроектированную Акселем фон Левеном, входили также Фридрихсгамская крепость и Олафсборг. Работы по строительству крепости шли медленно из-за неоднократно возникавшего дефицита денег, но к концу 1730 годов работы возобновляются. Во время русско-шведской войны 1741 года город был разграблен и сожжен после ожесточённого штурма. На подступах к крепости находится монумент в честь кровопролитной битвы за город. Согласно легенде, бревно, сегодня расположенное на монументе, было принесено потоком крови, устремившимся вниз с холма и дошедшим до самых ворот крепости.

### Российский период
В результате подписания мирного договора в городе Турку между Россией и Швецией в 1743 году город Вильманстранд перешёл во владение Российской империи. Городское население в это время существенно увеличилось за счёт русских военных и русскоговорящих поселенцев. Вильманстранд становится значимым приграничным городом уже для Российской империи, в городе появляется русский гарнизон и базируется сайменская флотилия. Укрепления крепости, сильно пострадавшие в битве 1741 года, реконструируются в 1750-е годы. 
В 1791 году генерал-аншеф Александр Суворов по поручению императрицы Екатерины II занялся составлением проекта строительства пограничных укреплений Русской Финляндии. По итогам трёхнедельной инспекционной поездки им был подготовлен «План оборонительных мероприятий в Финляндии на случай войны со Швецией». Согласно плану, Вильманстрандская крепость рассматривалась в качестве одного из двух центральных постов оборонительной линии. В июне 1791 года полководец получил назначение командующего войсками, расквартированными в Выборгском наместничестве, с указанием провести мероприятия по возведению укреплений, предусмотренных составленным им же планом. В течение 1791—1792 годов генерал-аншеф руководил масштабными строительными работами, проявив способности инженера-фортификатора, организатора и даже снабженца. Суворов находился в Вильманстранде в 1791 году около трёх месяцев, руководя восстановлением практически полностью разрушенной на тот момент крепости. Так появился Николаевский редут к юго-западу от крепости. Были перестроены старые городские бастионы, а с южной стороны были возведены новые укрепления. В то же время были прорыты Суворовские военные каналы. Масштабные работы по усовершенствованию крепости вытесняют гражданское население за пределы крепостных валов, и жители постепенно переселяются в те районы, где сегодня находится центр города Лаппеэнранта. 
Несмотря на большое количество работ по укреплению города, Лаппеэнранта не становилась полем боевых действий в период правления Российской империи. Большая часть зданий, сохранившихся до наших времён, построена во время российского правления. Самая старая православная церковь в Финляндии, церковь Покрова Пресвятой Богородицы была построена в 1785 году. По итогам Русско-шведской войны (1808—1809) Финляндия полностью входит в состав Российской империи, граница России со Швецией перемещается далеко на запад, к реке Торнионйоки, и крепость теряет своё значение. В 1835 году по указу императора Николая I она официально была закрыта и передана городским властям. Впоследствии эта часть города пришла в запустение, а старые военные постройки обветшали.

### Период независимой Финляндии
В 1918 году на территории крепости был размещён лагерь военнопленных гражданской войны. В лагере находилось до 3000 человек, 500 из которых были казнены. Самое новое сооружение в крепости, здание YLE, было построено в 1972-м. В 2002 году большинство валов в западной части крепости были отреставрированы и приведены в их изначальный вид. Сейчас на месте крепости действуют Краеведческий музей Южной Карелии, Художественный музей, кафе, летний театр, церковь Покрова Пресвятой Богородицы. Также на территории крепости находятся здание бывшей женской тюрьмы, жилые дома, здание танцевальной школы и студия регионального радио.